# Ебсдорфергрунд
Ебсдорфергрунд (нім. Ebsdorfergrund) — громада в Німеччині, знаходиться в землі Гессен. Підпорядковується адміністративному округу Гіссен. Входить до складу району Марбург-Біденкопф.
Площа — 72,89 км2. Населення становить 8997 ос. (станом на 31 грудня 2020).